# Back to the Known
Back to the Known är Bad Religions andra EP och släpptes 1984.
EP:ns namn anspelar på det föregående albumet Into the Unknowns namn. Into the Unknown var ett experimentalbum, vilket inte uppskattats av bandets fans, medan Bad Religion med Back to the Known gick tillbaka till det de kunde, punkrock. 

## Låtlista
1. "Yesterday" (Greg Graffin) - 2:42
2. "Frogger" (Greg Hetson) - 1:23
3. "Bad Religion" (Brett Gurewitz) - 2:13
4. "Along the Way" (Greg Graffin) - 1:38
5. "New Leaf" (Greg Graffin) - 2:57

## Medverkande
- Greg Graffin - sång
- Greg Hetson - elgitarr
- Tim Gallegos - elbas
- Pete Finestone - trummor